# Лихновский, Карл
Князь Карл Алоис Иоганн Непомук Винценц Леонхард Лихновский (нем. Karl Alois Johann Nepomuk Vinzenz Leonhard Lichnowsky; 21 июня 1761, Вена — 15 апреля 1814, Вена) — австрийский придворный и меценат, покровитель Людвига ван Бетховена.
В 1776—1782 гг. изучал право в Лейпцигском и Гёттингенском университетах, во втором из них под влиянием музикдиректора Иоганна Николауса Форкеля увлёкся творчеством Иоганна Себастьяна Баха, коллекционировал его нотные автографы. В дальнейшем музицировал и сочинял как любитель.
В 1789 году Лихновский бесплатно взял с собой в поездку из Вены в Берлин Вольфганга Амадея Моцарта, с которым состоял в одной масонской ложе. Эта поездка с остановками в Праге, Дрездене, Лейпциге и Потсдаме (где Лихновский оставил Моцарта), стала одним из последних крупных гастрольных маршрутов композитора. Моцарт также многократно занимал у Лихновского деньги, не возвращая их, и в конце концов Лихновский истребовал их через суд, который 9 ноября 1791 года постановил взыскать с Моцарта в пользу Лихновского довольно значительную сумму.
Более успешные и продолжительные отношения связывали Лихновского с Бетховеном. Ещё в 1795 году Лихновский стал адресатом посвящения и одним из подписчиков первой публикации Бетховена — трёх фортепианных трио Op.1, которые были впервые исполнены в доме князя в присутствии Йозефа Гайдна и других видных музыкантов. Об их взаимоотношениях биограф композитора Василий Корганов писал:
Бетховен долгое время жил у князя Лихновского, или как тогда выражались, во дворце которого собиралась вся аристократия и все лучшие артисты Вены. Ученик и друг Моцарта, князь Карл Лихновский, был также самым испытанным другом Бетховена; в доме князя относились к молодому виртуозу ласково, радушно предупредительно, прощали ему чудачества и пренебрежение требованиями светской жизни, даже находили прелесть в его странностях и немало баловали его.
В 1800—1806 гг. аристократ выплачивал композитору 600 флоринов годового содержания. В разные годы с посвящением Лихновскому вышли несколько произведений Бетховена, в том числе Патетическая соната (1799), Соната № 12 (1802) и Вторая симфония (1803). Взаимоотношения Бетховена с Лихновским закончились скандалом после того, как Бетховен, будучи в гостях у князя, отказался сыграть на фортепиано перед посетившими того офицерами французской армии.